# Dụng cụ đo lường

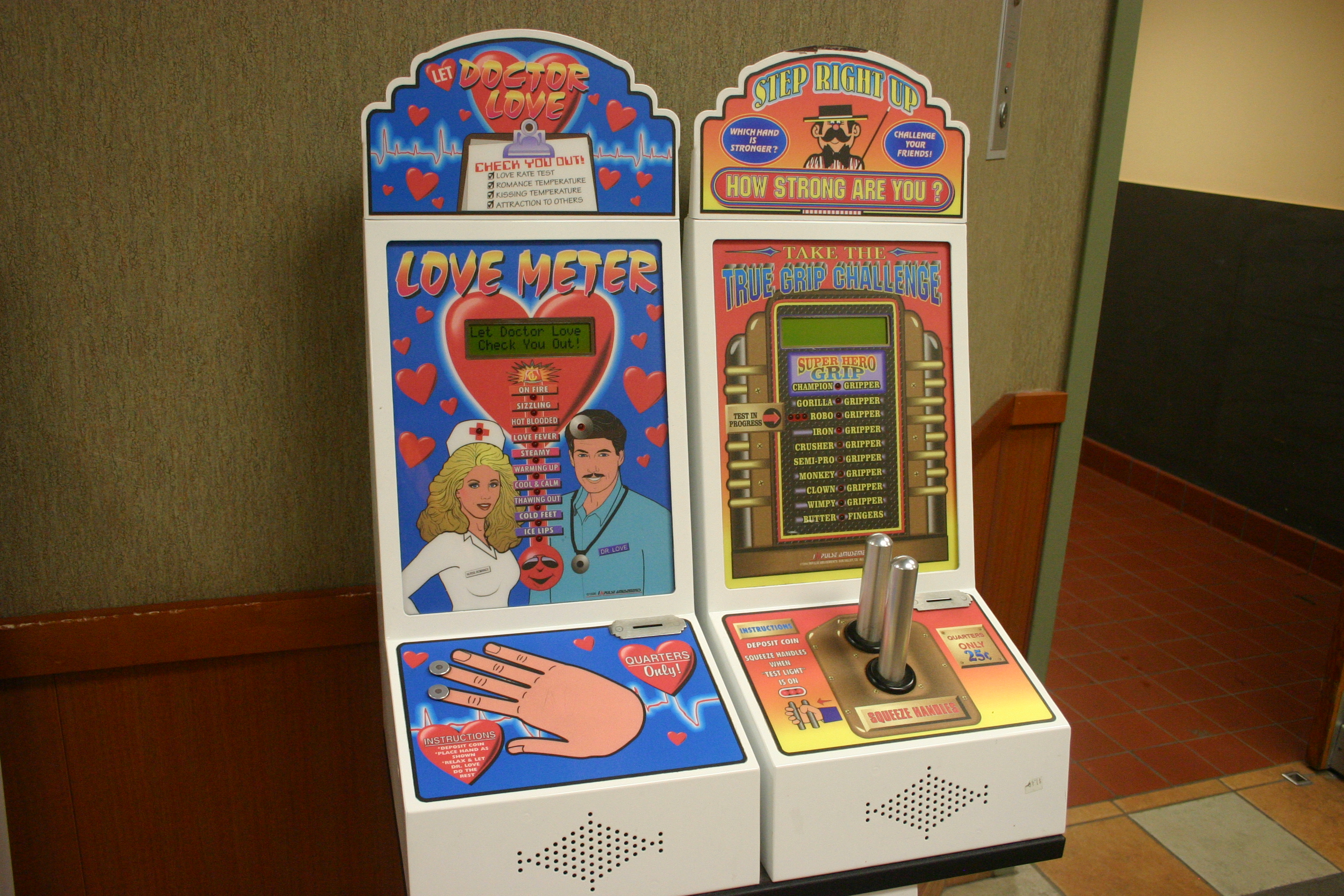
Máy đo tình yêu và máy đo sức mạnh tại trạm dừng chân Framingham, Massachusetts, Hoa Kỳ

Dụng cụ đo lường là thiết bị để đo đại lượng vật lý. Trong khoa học vật lý, đảm bảo chất lượng và kỹ thuật, đo lường là hoạt động thu thập và so sánh định lượng vật lý của các vật thể và sự kiện trong thế giới thực.
Các đối tượng và sự kiện tiêu chuẩn được thiết lập được sử dụng làm đơn vị đo, và quá trình đo lường đưa ra một số liên quan đến vật phẩm đang nghiên cứu và đơn vị đo lường được tham chiếu. Dụng cụ đo lường và phương pháp đo lường chính thức xác định việc sử dụng thiết bị là phương tiện thu được các quan hệ định lượng này.
Tất cả các dụng cụ đo có thể có các mức độ khác nhau của sai số dụng cụ và tương ứng là sai số đo đạc. Những dụng cụ đo này có thể bao gồm từ các vật thể đơn giản như một cái thước kẻ và đồng hồ bấm giờ, đến kính hiển vi điện tử và máy gia tốc hạt. Trong việc phát triển các dụng cụ đo hiện đại thì thiết bị ảo được sử dụng rộng rãi.